# The Final Cartridge III

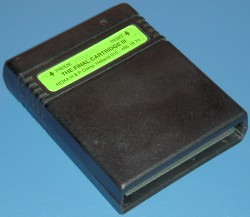
La cartuccia The Final Cartridge III per Commodore 64.

The Final Cartridge III è una cartuccia d'espansione per il Commodore 64 e il Commodore 128 prodotta da Riska B.V. Home & Personal Computers, una società di Rotterdam, Paesi Bassi.
Uscita nel 1987, è l'ultima, più evoluta e più nota generazione di una serie di prodotti iniziata nel 1985 con The Final Cartridge; la prima versione non era compatibile con il Commodore 128.

## Caratteristiche

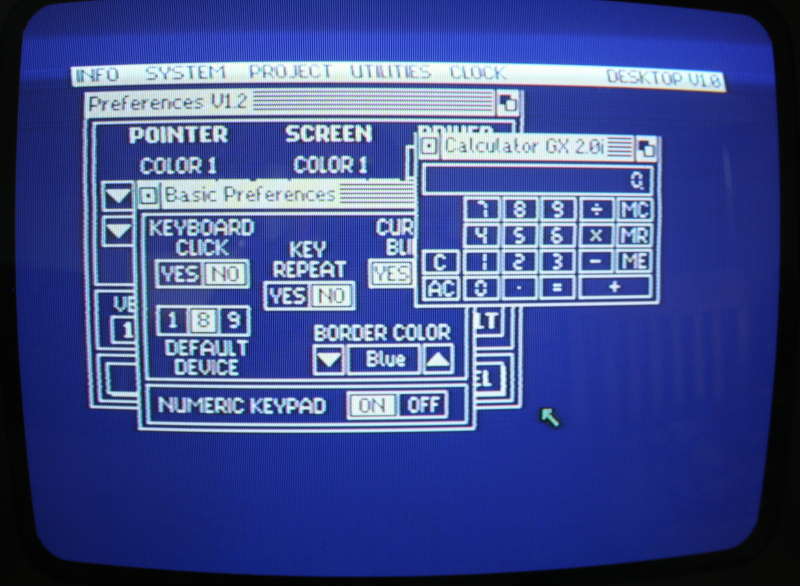
L'interfaccia grafica della The Final Cartridge 3.

La cartuccia è dotata di un LED che ne indica lo stato, se attivo o non attivo: essa è infatti dotata della possibilità di essere disattivata senza necessariamente rimuoverla dall'alloggiamento, permettendo così di caricare quei programmi (generalmente giochi) che non sono compatibili con la modalità di caricamento veloce.
Una delle caratteristiche peculiari è la sua interfaccia grafica: nonostante essa fosse piuttosto limitata era simile nell'aspetto a quella dell'AmigaOS 1.x, ed offriva diverse funzionalità. Il puntatore, spostabile tramite mouse, joystick o con i tasti freccia, è usato per gestire le applicazioni tramite finestre grafiche.  Oltre alle applicazioni di base (un editor di testo, una calcolatrice, un gestore dei dischi, un orologio e poche altre) l'ambiente permette anche di caricarne di nuove da disco o da nastro, anche se questa possibilità fu poco sfruttata dai produttori di software.

## Funzioni
La cartuccia estende le funzionalità del computer offrendo un fast loader, o acceleratore dei caricamenti dei programmi da cassetta o da disco (era supportata solo l'unità 1541), un monitor per la scrittura di codice macchina, più di 60 nuovi comandi per sfruttare le nuove funzioni, un pulsante di reset e uno per il freezer, una funzione grazie al quale il computer viene bloccato durante l'esecuzione di un programma o di un gioco: l'utente poteva anche salvare un'immagine della memoria su nastro o disco, così da riprendere l'esecuzione del programma o del gioco in un secondo tempo.
Il Freezer permette di "congelare" il contenuto della memoria del computer salvandolo su disco: se un programma è in esecuzione nel momento del "congelamento", esso può essere ripreso in un secondo momento dallo stesso punto in cui era stato salvato semplicemente ricaricando l'immagine. Grazie al Freezer è anche possibile eseguire copie di backup dei propri programmi, cambiare le impostazioni dei giochi "congelati" in memoria oppure stampare una copia dell'intero contenuto dello schermo. Inoltre la cartuccia include un'interfaccia grafica denominata Desktop che usa la metafora WIMP.
Alcuni dei motivi che spingevano all'acquisto della cartuccia erano le routine di accelerazione delle operazioni di caricamento dei dati da disco e da nastro, estremamente lente con le periferiche di serie, il programma di monitor per operare in ambiente esadecimale, e i comandi aggiuntivi che estendono il Commodore BASIC con funzionalità tipo la rinumerazione delle linee di un programma (RENUM), il recupero di un programma cancellato accidentalmente (OLD) oppure l'inserimento di comandi in stile DOS (DOS").

## Cloni

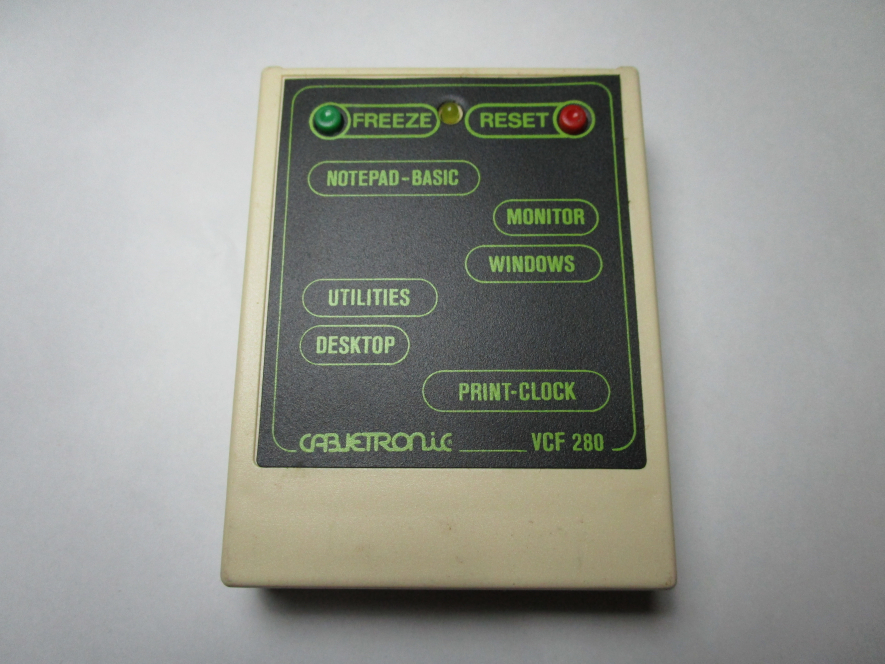
La cartuccia Cabletronic "VCF280", clone italiano della The Final Cartridge III

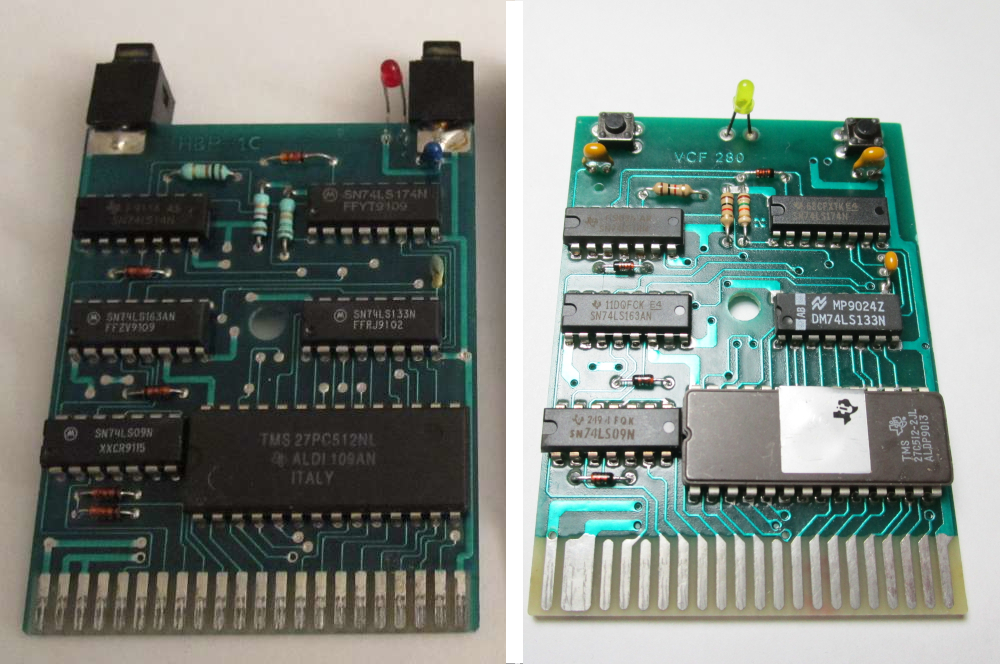
All'interno della cartuccia: a sinistra il circuito di una The Final Cartridge III originale, ed a destra il circuito di una Cabletronic VCF280.

A partire dal 1990, un'azienda italiana, la CABLETRONIC, immette sul mercato un clone della The Final Cartridge III con il nome di VCF 280 (dove V.C.F. è sigla di "Velocizzatore-Copiatore-Freeze").
Verrà prodotta per poco tempo, distribuita unicamente sul mercato italiano, e non è noto se fosse stata prodotta su regolare licenza della Riska B.V., o fosse una copia non autorizzata.

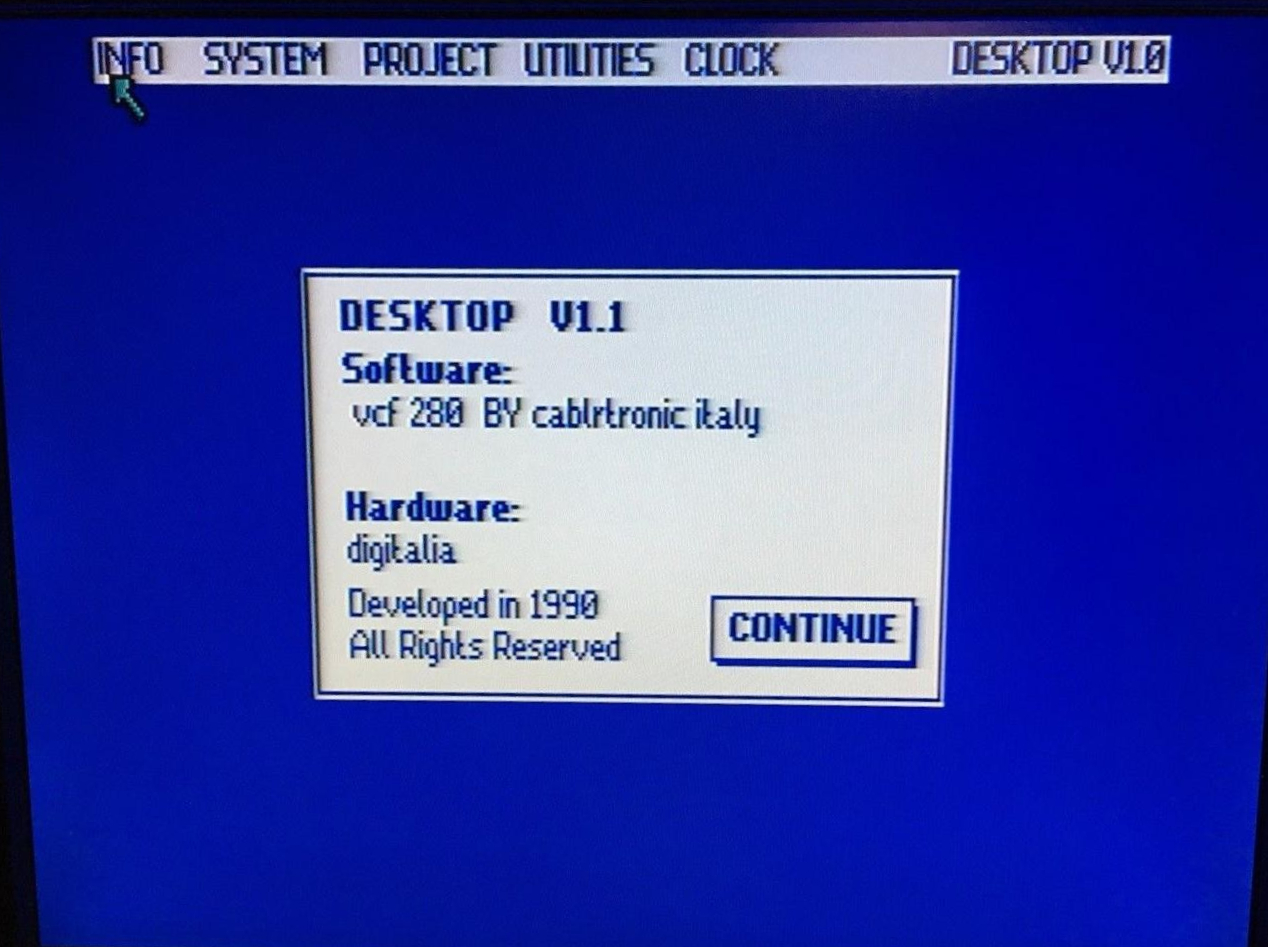
La pagina delle informazioni della Cabletronic VCF280, dove sono state semplicemente sovrascritte le credenziali originali. Notare l'errore di battitura per il quale l'azienda risulta "Cablrtronic".

Il circuito elettrico della VCF 280 rispecchia fedelmente quello della The Final Cartridge III seconda serie: con una EPROM da 64KB al posto di due da 32KB ciascuna.
Il suo sistema operativo, nominato "Desktop V1.1", in realtà è ancora l'originale "Desktop V1.0" Riska al quale sono stati rinominati in italiano alcuni menù di selezione.
Della stessa casa costruttrice esiste anche un clone della cartuccia Datel Action Replay, venduto con il nome di SVN 273.